# 산고덴초
산고덴초(이탈리아어: San Godenzo)는 이탈리아 토스카나주 피렌체현에 있는 코무네다. 피렌체에서 북동쪽 35km 거리에 있다.